# Scaevola montana
Scaevola montana är en tvåhjärtbladig växtart som beskrevs av Jacques-Julien Houtou de La Billardière. Scaevola montana ingår i släktet Scaevola och familjen Goodeniaceae. Inga underarter finns listade i Catalogue of Life.